# Indonesien i olympiska sommarspelen 1992
Indonesien deltog i de olympiska sommarspelen 1992 med en trupp bestående av 42 deltagare, och totalt blev det 5 medaljer.

## Medaljer

### Guld
- Alan Budikusuma - Badminton, singel
- Susi Susanti - Badminton, singel

### Silver
- Ardy Wiranata - Badminton, singel
- Eddy Hartono och Rudy Gunawan - Badminton, dubbel

### Brons
- Hermawan Susanto - Badminton, singel

## Bågskytte
Damernas individuella
- Purnama Pandiangan — Sextondelsfinal, 24:e plats (0-1)
- Nurfitriyana Lantang — Rankningsrunda, 33:e plats (0-0)
- Rusena Gelanteh — Rankningsrunda, 40:e plats (0-0)

Herrarnas individuella
- Hendra Setijawan — Kvartsfinal, 6:e plats (2-1)

Damernas lagtävling
- Pandiangan, Lantang och Gelanteh — Åttondelsfinal, 9:e plats (0-1)

## Fäktning
Herrarnas värja
- Handry Lenzun
- Lucas Zakaria

## Tennis
Herrsingel
- Benny Wijaya
  1. Första omgången — Förlorade mot Andrew Sznajder (Kanada) 2–6, 4–6, 5–7

Herrdubbel
- Suharyadi Suharyadi och Bonit Wiryawan
  1. Första omgången — Besegrade Eui-Jong Chang och Chi-Wan Kim (Sydkorea) 6–1, 6–7, 4–6, 6–3, 6–2
  2. Andra omgången — Förlorade mot Goran Ivanišević och Goran Prpić (Kroatien) 5–7, 2–6, 2–6